# Pentecost
Pentecost é um curta-metragem de 2011 dirigido por Peter McDonald. Como reconhecimento, foi nomeado ao Oscar 2012 na categoria de Melhor Curta-metragem.